# Teodora Pikuła
Teodora Maria Pikuła (ur. w Krasnem) - artysta samouk, polska rzeźbiarka i poetka, wykonała kilkaset rzeźb w drewnie.

## Życiorys
Od 15 roku życia mieszka i tworzy w Lublinie. Porzuciła studia ogrodnicze dla literatury i sztuki. Absolwentka Filologii Polskiej UMCS oraz Podyplomowego Studium Pedagogiki Specjalnej. Pracowała jako wychowawca w Państwowym Domu Dziecka im. Henryka Sienkiewicza w Lublinie oraz jako wychowawca młodzieży niepełnosprawnej, a także instruktor zajęć plastycznych. 

## Twórczość

### Poezja i proza
Zadebiutowała w wieku 14 lat w tygodniku Na Przełaj, co zaowocowało przystąpieniem do Klubu Młodych Autorów (KMA). W 1980 roku otrzymała I nagrodę Młodzieżowej Agencji Wydawniczej, a 30 lat później I nagrodę fundacji sztuki "ABDANK". Laureatka wielu konkursów poetyckich i prozatorskich, organizowanych min. w Karczewie, Warszawie, Puławach, Wałbrzychu, Ludźmierzu, Ludwinie, Bestwinie i Chęcinach.
Jej poezję publikowano w czasopismach, m.in.: Niedziela, Gość Niedzielny, Kamena, Wychowawca, Dziennik Wschodni i Wędkarski Świat oraz antologiach, m.in.:
- Krzyż - drzewo kwitnące,
- Na naszych oczach,
- Cud, który trwa,
- 5 wieków poezji o Lublinie,
- Tu się tylko gościem jest...,
- Cały Twój, Maryjo,
- A Duch wieje kędy chce.

Debiut książkowy:
- Wiatr trawy spowiada (Gaudium 2001),
- ''Trzy okna z widokiem na niebo (Polihymnia 2002) - współautorka.

W jej poezji jest widoczny silny nurt franciszkański z potrzebą afirmacji życia w każdej jego postaci. W 2004 roku otrzymała nagrodę stowarzyszenia Polish American Poets Academy za wybitne osiągnięcia w dziedzinie poezji (ang. Outstanding Achievement in Poetry).

### Rzeźba
W 1977 na Wydziale Humanistycznym Uniwersytetu Marii Curie-Skłodowskiej odbyła się pierwsza wystawa rzeźb Teodory Pikuły. Jej późniejsze prace były prezentowane m.in. w miejscowym Klubie Międzynarodowej Prasy i Książki, Muzeum Archidiecezjalnym w Wieży Trynitarskiej oraz kościele Świętej Rodziny w Lublinie. Rzeźby artystki znajdują się w zbiorach prywatnych w kraju i za granicą, m.in. w USA, Kanadzie, Australii i Norwegii. Zostały one również docenione przez tak wybitnych Polaków jak Czesław Miłosz i Hanna Malewska. 
Jedną z najbardziej znanych rzeźb Teodory jest „Pietà” naturalnej wielkości, która została wykonana w 1984 roku i obecnie znajduje się w zbiorach prywatnych konesera sztuki. Znaczącą rolę w jej twórczości miały cykle rzeźb: Cum tacent clamant, Samotność niejedno ma imię, Matczyna dola, Bramy raju.
Jej opus vitae to 80 rzeźb sakralnych, które znajdują się w Ogrodzie Różańcowym przy kościele pw. Świętej Rodziny w Lublinie. Figury powstawały w latach 2001 - 2005 w pracowni artystycznej na terenie tutejszej parafii. Zostały wykonane m.in. w drewnie olchowym, lipowym oraz dębowym, zaś największa z nich mierzy 2,5 metra wysokości.

Wybrane prace
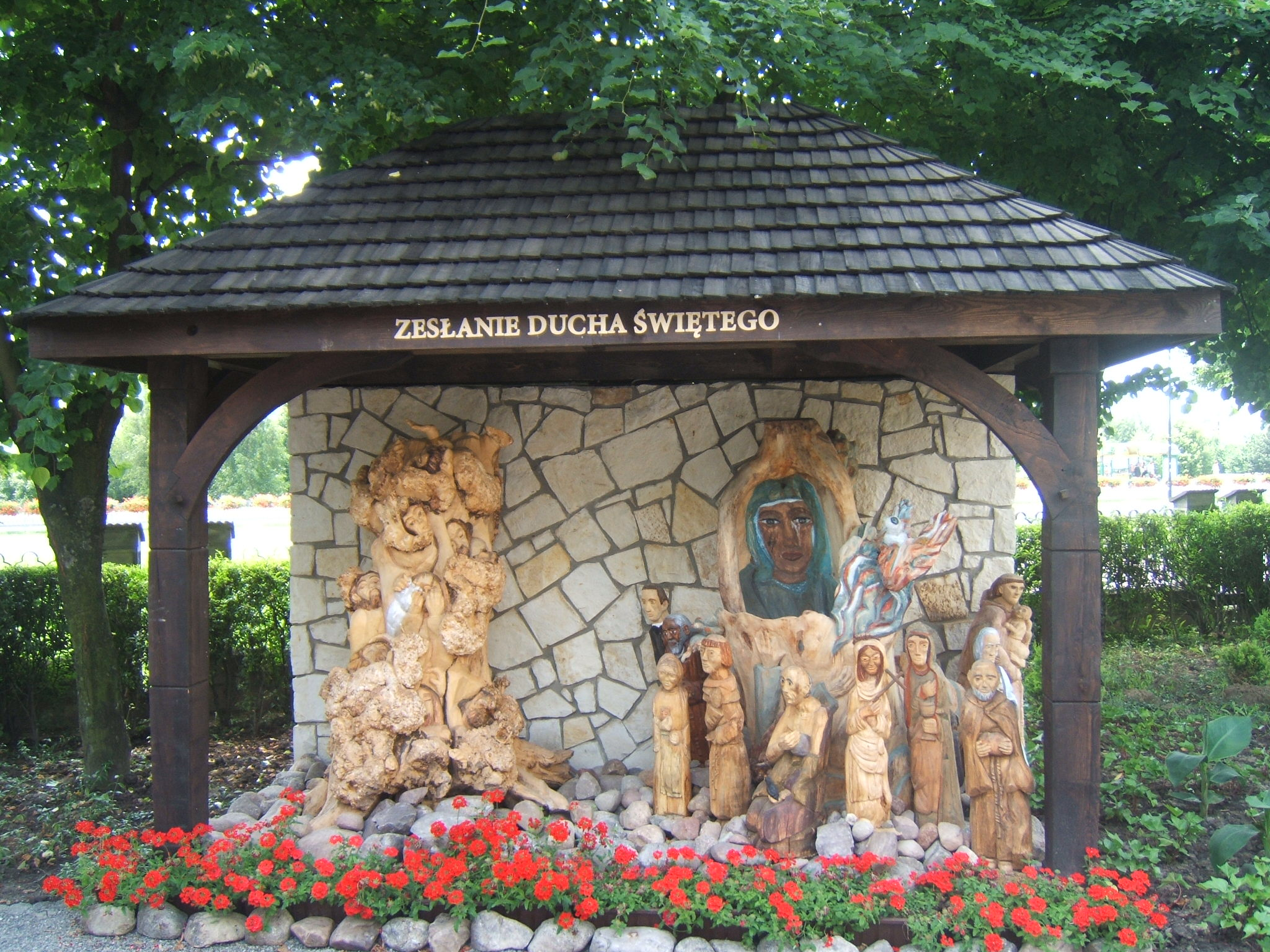
Zesłanie Ducha Świętego
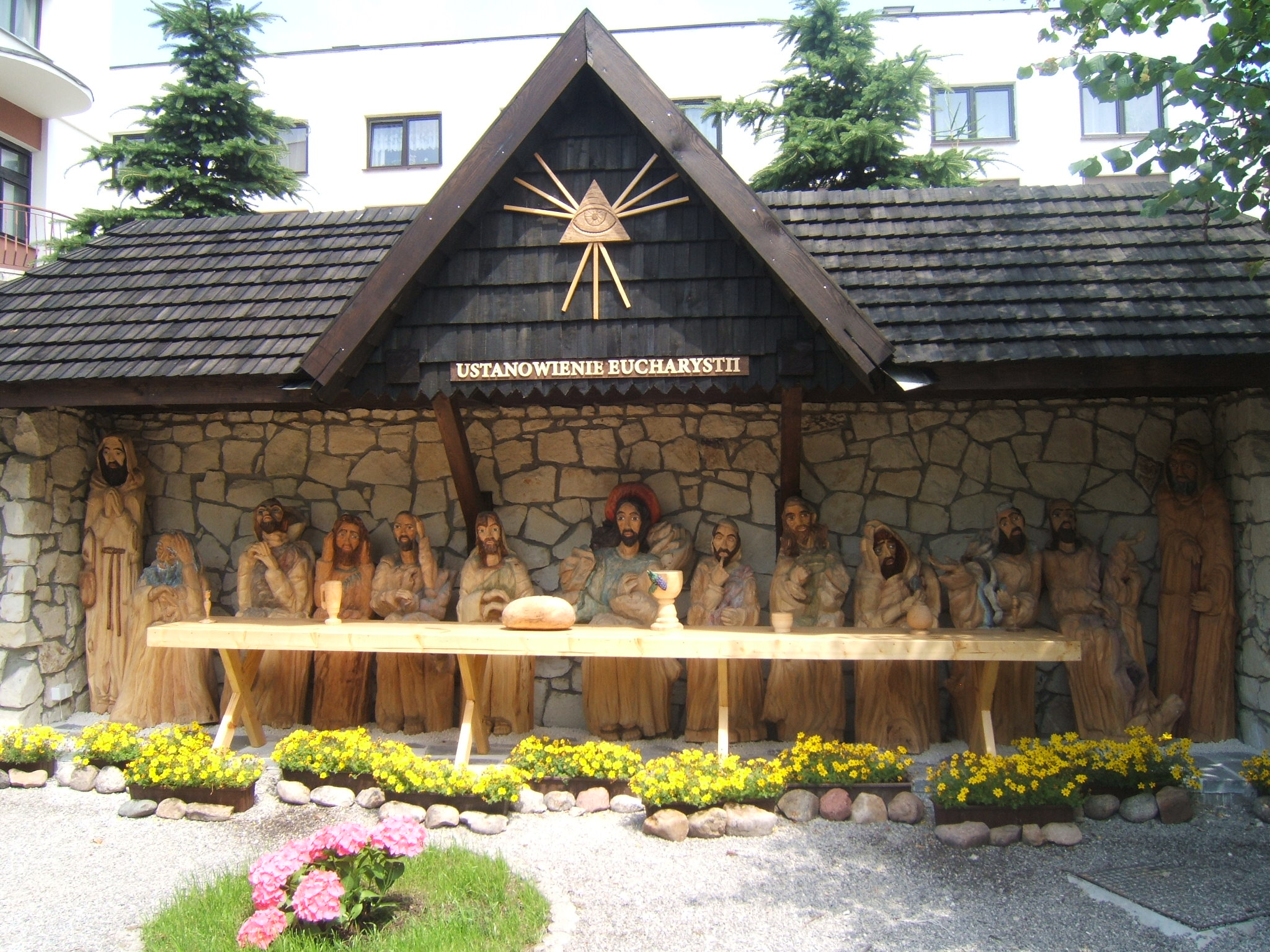
Ustanowienie Eucharystii

Inne prace artystki można zobaczyć na stronach:
http://www.teodorapikula.com/
http://www.ogrodrozancowy.info/

### Malarstwo
Maluje pejzaże i ikony. 
W 2007 roku w Lublinie na Wydziale Artystycznym UMCS powstała praca magisterska na temat "Twórczość artystyczna Teodory Pikuły".